# Americká angličtina
Americká angličtina (American English, AmE, en-us)  je varianta anglického jazyka, kterou se mluví ve Spojených státech amerických. Odhaduje se, že dvě třetiny rodilých mluvčích angličtiny žijí v USA.   . Americká angličtina je považována za jeden z nejvlivnějších dialektů angličtiny na celém světě, včetně jiných variant angličtiny.
Použití angličtiny ve Spojených státech bylo zděděno po britské kolonizaci Ameriky. První vlna anglicky mluvících osadníků dorazila do Severní Ameriky v 17. století.
Angličtina je nejrozšířenějším jazykem ve Spojených státech a je de facto běžným jazykem používaným federální a státní vládou. Zákony a povinné vzdělávání používají angličtinu jako primární jazyk. Angličtina jako oficiální jazyk je uzákoněna v 32 z 50 státech Spojených států.   Zatímco místní soudy v některých částech Spojených států přiznávají rovnocenný status i jinému jazyku kromě angličtiny - například angličtině a španělštině v Portoriku - podle federálního zákona, je angličtina přesto oficiálním jazykem pro jakékoli záležitosti týkající se soudu.
Používání angličtiny ve Spojených státech je výsledkem britské kolonizace Ameriky. První vlna anglicky mluvících osadníků dorazila do Severní Ameriky v průběhu 17. století, další migrace následovala v 18. a 19. století. Během 17. století se v každé americké kolonii mísily dialekty z mnoha různých oblastí Anglie. Angličtina pak převládala v koloniích i na konci 17. století po prvním mohutném přílivu neanglicky mluvících imigrantů z Evropy a Afriky. Po první polovině 18. století již existovala poměrně jednotná americká angličtina. Od té doby se v americké angličtině vyvinuly nové varianty, včetně regionálních dialektů.

## Příklady

### Číslovky
| Americká angličtina | Česky |
| one                 | jeden |
| two                 | dva   |
| three               | tři   |
| four                | čtyři |
| five                | pět   |
| six                 | šest  |
| seven               | sedm  |
| eight               | osm   |
| nine                | devět |
| ten                 | deset |

### Hlavní rozdíly mezi britskou a americkou angličtinou[14]
| Britská angličtina | Americká angličtina | Česky    |
| ------------------ | ------------------- | -------- |
| autumn             | fall                | podzim   |
| cinema             | movie theater       | kino     |
| film               | movie               | film     |
| flat               | apartment           | byt      |
| holiday            | vacation            | dovolená |
| chips              | french fries        | hranolky |
| lift               | elevator            | výtah    |
| shop               | store               | obchod   |
| taxi               | cab                 | taxi     |
| trousers           | pants               | kalhoty  |
| trainers           | sneakers            | tenisky  |

| Britská angličtina  | Americká angličtina     |
| ------------------- | ----------------------- |
| centre, metre       | center, meter           |
| colour, labour      | color, labor            |
| dialogue, catalogue | dialog(ue), catalog(ue) |
| offence, defence    | offense, defense        |

## Užitečné fráze
| Americká angličtina      | Česky            |
| Hi! / Hello!             | Ahoj!            |
| Good morning! / Morning! | Dobré ráno!      |
| Good afternoon!          | Dobré odpoledne! |
| Good evening!            | Dobrý večer!     |
| Good night!              | Dobrou noc!      |
| Bye! / Goodbye!          | Na shledanou!    |
| Yes / Yeah               | Ano              |
| No                       | Ne               |
| Maybe                    | Možná            |
| OK! / 'K!                | OK               |
| Thank you! / Thanks!     | Děkuji!          |
| You're welcome!          | Nemáš zač!       |
| No problem               | Žádný problém    |
| Excuse me                | Promiňte         |
| Pardon me / Pardon       | Omluvte mě       |
| I'm sorry                | Omlouvám se      |

## Vzorový text

### Všeobecná deklarace lidských práv
| americká angličtina | All human beings are born free and equal in dignity and rights. They are endowed with reason and conscience and should act towards one another in a spirit of brotherhood. |
| česky               | Všichni lidé se rodí svobodní a sobě rovní co do důstojnosti a práv. Jsou nadáni rozumem a svědomím a mají spolu jednat v duchu bratrství.                                 |